# Muhlbach-sur-Bruche
Muhlbach-sur-Bruche – miejscowość i gmina we Francji, w regionie Grand Est, w departamencie Dolny Ren.
Według danych na rok 1990 gminę zamieszkiwały 583 osoby, 70 os./km².